# Carloo
Carloo of Sint-Job (Frans: Saint-Job) is een wijk in de Belgische gemeente Ukkel in het Brussels Hoofdstedelijk Gewest. Het is een residentiële wijk centraal in het zuiden van de gemeente.

## Geschiedenis

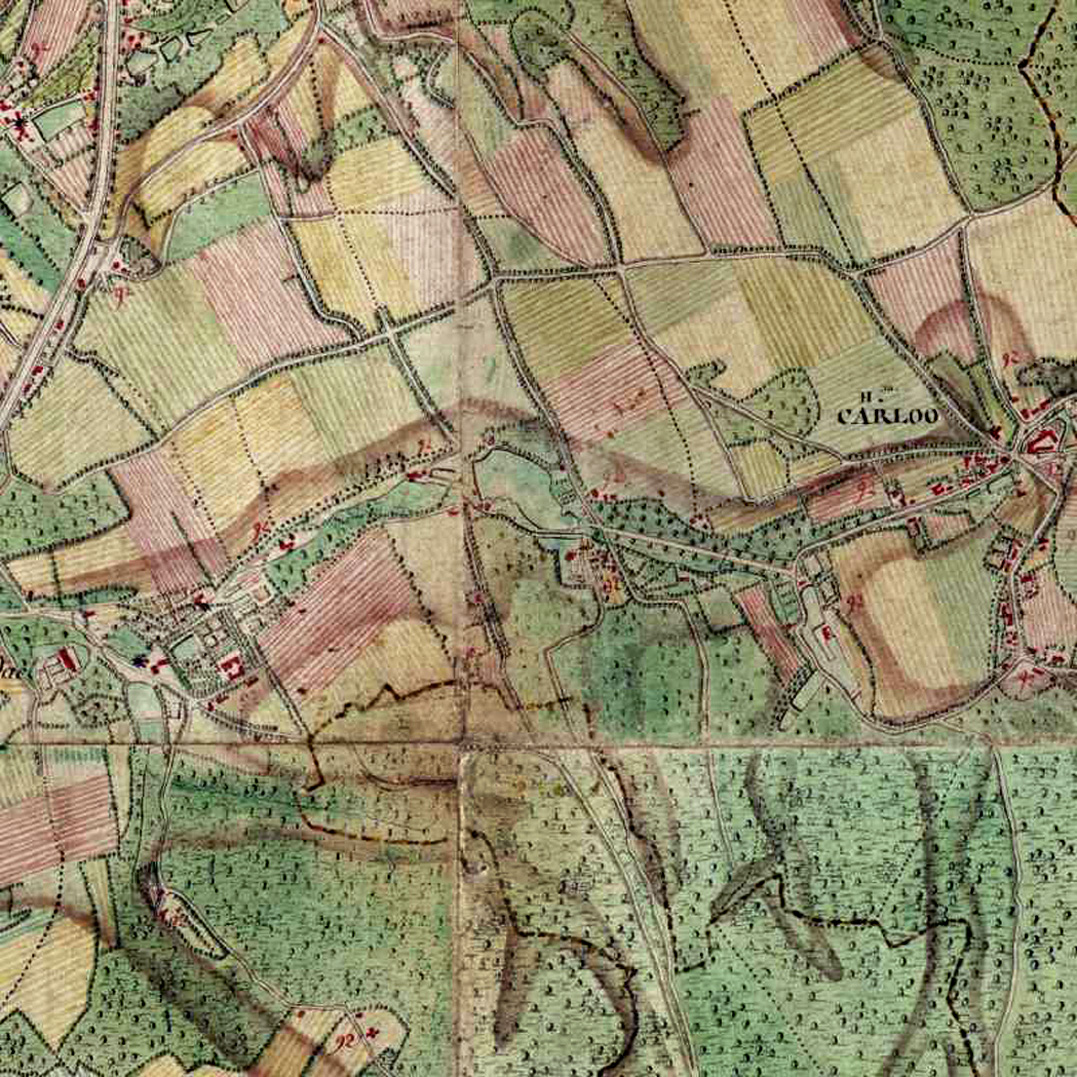
Carloo op de Ferrariskaart

Carloo was vroeger een belangrijke heerlijkheid. De naam is een samenstelling van kaluw (kaal) en loo (bos). Het leen was in de middeleeuwen afhankelijk van het hof van de hertog van Brabant. Carloo maakte deel uit van het hertogelijk domein en de parochie van Ukkel. In de 16de eeuw kwam de heerlijkheid in handen van de familie Van der Noot. Het werd in de 17de eeuw een grondheerlijkheid die een groot deel van het huidige Ukkel besloeg. Het kasteel van Carloo stond aan de Geleytsbeek. Het brandde rond 1665 af, maar werd gauw heropgebouwd. Een belangrijke heer van Carloo was Roger-Wauthier van der Noot, die tot baron werd verheven. Na een gevangenschap in de Citadel van Rijsel keerde hij terug en werd burgemeester. De laatste Van der Noot in het domein was Jean-Joseph-Philippe van der Noot de jonge. Onder zijn bestuur werd in 1790 het kasteel door de Oostenrijkers platgebrand, mogelijks wegens verwarring met Hendrik van der Noot, een van de belangrijke figuren in de Brabantse Omwenteling.
Op de Ferrariskaart uit de jaren 1770 staat Carloo aangeduid als een gehucht ten zuiden van het dorp Ukkel, tussen dit dorp en het Zoniënwoud. Toen op het eind van het ancien régime onder Frans bewind de gemeenten werden gecreëerd werd Carloo samen met de heerlijkheid Stalle en het dorp Ukkel de nieuwe gemeente Ukkel. De bezittingen van Van der Noot gingen door huwelijk naar het geslacht De Ligne. Ondertussen werd ook de naam van de parochie, Sint-Job, meer en meer gebruikt voor de plaats. De oude kapel van Carloo maakt in 1836 plaats voor de eerste parochiekerk van Sint-Job. Deze kerk werd in 1913 gesloopt, na de bouw van een nieuwe kerk in 1911 door de architect Jules Bilmeyer.

## Bezienswaardigheden

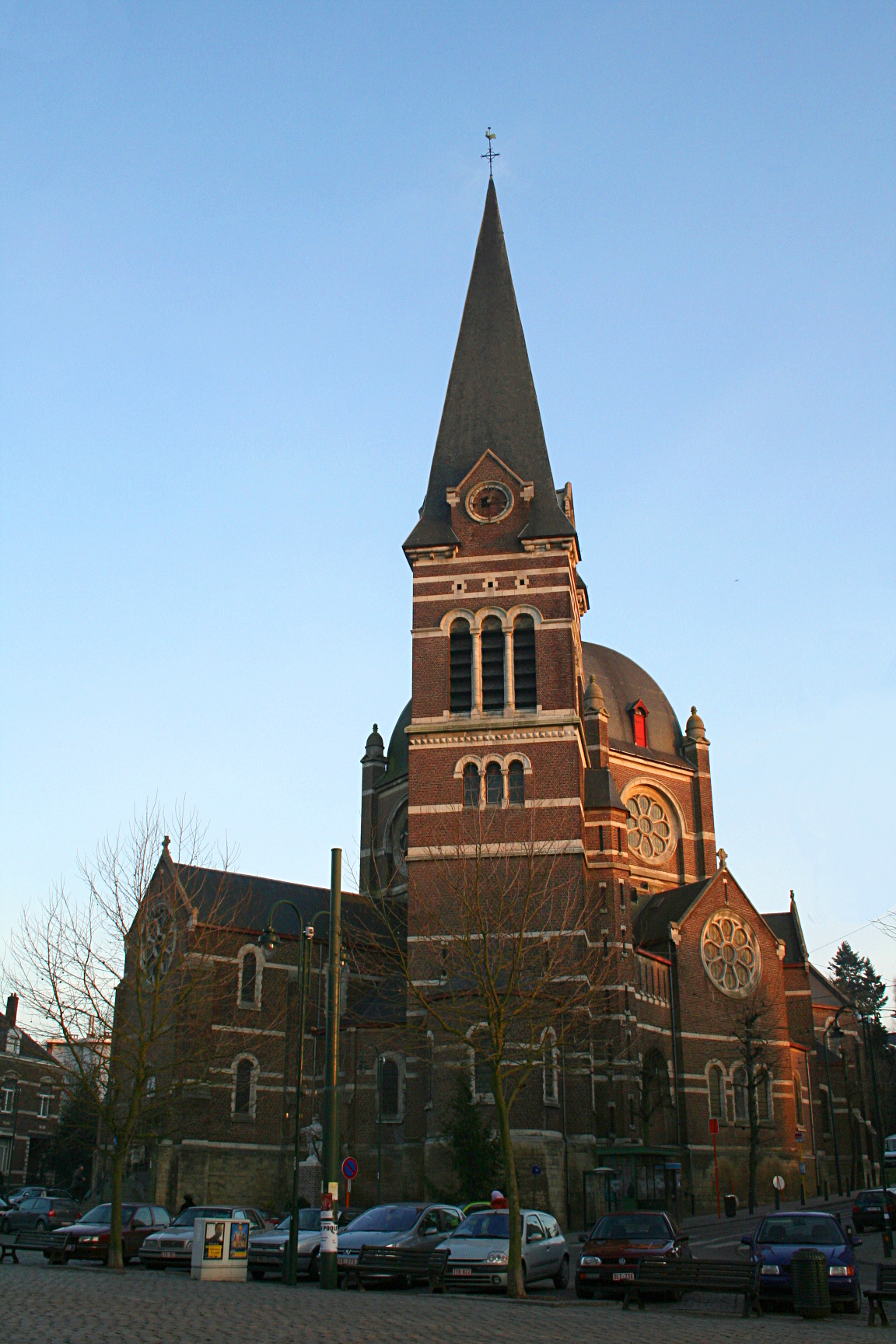
Sint-Jobkerk

- De Sint-Jobkerk

## Verkeer en vervoer
Ten oosten loopt een belangrijke zuidelijke uitvalsweg uit Brussel, de Waterloosesteenweg (N5), richting Waterloo en Charleroi. In de wijk bevindt zich het Station Sint-Job op spoorlijn 26.
Bascule · Brugmann · Carloo/Sint-Job · Churchill · De Kat · Diesdelle · Dieweg · Engeland · Fort Jaco · Globe · Groene Jager · Groeselenberg · Homborch · Horzel · Kauwberg · Kalevoet · Keienbempt · Kriekenput · Neerstalle · Langeveld · Merlo · Moensberg · Stalle · Verrewinkel · Vossegat · Wolvenberg · Wolvendaal · Zeecrabbe